# Kevin Carl Rhoades
Kevin Carl Rhoades (Mahanoy City, 26 novembre 1957) è un vescovo cattolico statunitense, dal 14 novembre 2009 vescovo di Fort Wayne-South Bend.

## Biografia
Kevin Carl Rhoades è nato a Mahanoy City, in Pennsylvania, il 26 novembre 1957 da Charles e Mary Rhoades. Ha un fratello, Charles, e una sorella, Robin McCracken. Suo padre era cugino del senatore repubblicano James John Rhoades. È stato battezzato nella chiesa di San Canizio. È cresciuto a Lebanon e da ragazzo frequentava la parrocchia dell'Assunzione della Beata Vergine Maria.

### Formazione e ministero sacerdotale
Ha frequentato la Saint Mary's Elementary School e la Lebanon Catholic High School e poi, nel 1975, ha iniziato gli studi universitari presso il Mount Saint Mary's College. Nel 1977 è entrato nel seminario maggiore "San Carlo Borromeo" di Wynnewood e nel 1979 ha conseguito il Bachelor of Arts in filosofia. Lo stesso anno è stato inviato a Roma per studi. Ha preso residenza nel Pontificio collegio americano del Nord. Nel 1983 ha ottenuto il baccalaureato in teologia presso la Pontificia Università Gregoriana.
Il 22 aprile 1982 è stato ordinato diacono nella basilica di San Pietro in Vaticano dal cardinale Terence James Cooke. Il 9 luglio 1983 è stato ordinato presbitero per la diocesi di Harrisburg da monsignor William Henry Keeler. In seguito è stato vicario parrocchiale della parrocchia di San Patrizio a York e incaricato dell'apostolato in lingua spagnola presso la parrocchia di Cristo Salvatore a York e la missione di Cristo Re a Bendersville dal 1983 al 1985. Nel 1985 è stato inviato a Roma per studi. Nel 1986 ha ottenuto la licenza in teologia dogmatica e nel 1988 il dottorato in diritto canonico presso la Pontificia Università Gregoriana. Tornato in patria è stato vice-cancelliere vescovile e segretario del vescovo; direttore dell'apostolato ispanico nelle contee di Dauphin, Cumberland e Perry dal 1988 al 1989; amministratore pro-tempore della parrocchia di Nostra Signora di Guadalupe a Lebanon; parroco della parrocchia di San Francesco d'Assisi a Harrisburg dal 1990 al 1995; professore di teologia sistematica, diritto canonico e ministero ispanico presso il seminario "Mount Saint Mary's" di Emmitsburg dal 1995 al 1997 e rettore dello stesso dal 1997 al 2004.

### Ministero episcopale
Il 14 ottobre 2004 papa Giovanni Paolo II lo ha nominato vescovo di Harrisburg. Ha ricevuto l'ordinazione episcopale il 9 dicembre successivo dal cardinale Justin Francis Rigali, arcivescovo metropolita di Filadelfia, co-consacranti il cardinale William Henry Keeler, arcivescovo metropolita di Baltimora, e il vescovo di Phoenix Thomas James Olmsted. Durante la stessa celebrazione ha preso possesso della diocesi.
Mentre prestava servizio come vescovo di Harrisburg, è stato presidente della Conferenza cattolica della Pennsylvania e membro del consiglio di fondazione del seminario "San Carlo Borromeo" di Wynnewood, del consiglio dei reggenti del seminario "San Vincenzo" e del consiglio di fondazione della Mount Saint Mary's University.
Il 14 novembre 2009 papa Benedetto XVI lo ha nominato vescovo di Fort Wayne-South Bend. Ha preso possesso della diocesi il 13 gennaio successivo con una cerimonia nella cattedrale dell'Immacolata Concezione a Fort Wayne.
Nel 2011 è diventato il primo vescovo a concedere l'imprimatur a un'applicazione per iPhone. Confession: A Roman Catholic App, ha lo scopo di guidare i membri della Chiesa cattolica attraverso il sacramento della penitenza, noto anche come confessione o riconciliazione. Secondo gli sviluppatori, l'applicazione non sostituisce la confessione di persona davanti a un sacerdote ma ha lo scopo di aiutare i cattolici a determinare quali peccati possono aver commesso, oltre a guidarli attraverso le preghiere appropriate nel sacramento.
Il 1º agosto 2018, monsignor Ronald William Gainer, successore di Rhoades nella cattedra di Harrisburg, ha annunciato che i nomi di ogni vescovo di Harrisburg dal 1947 in poi, compreso quindi quello di Rhoades, sarebbero stati rimossi da qualsiasi edificio o stanza a loro intitolata in diocesi, a causa della loro incapacità di proteggere le vittime dagli abusi.
Il 17 agosto 2018 Rhoades ha annunciato che avrebbe pubblicato l'elenco completo dei chierici della diocesi di Fort Wayne-South Bend che erano stati accusato in modo credibile di abusi sessuali "nel giro di poche settimane". Un elenco parziale che era stato pubblicato nel 2003 dal vescovo John Michael D'Arcy elencava 16 sacerdoti che erano stati accusati in modo credibile di aver abusato sessualmente di 33 bambini, ma non conteneva i nomi di tutti i gli accusati. Rhoades ha notato di aver precedentemente elencato i nomi di tre sacerdoti che aveva rimosso dalla diocesi di Fort Wayne-South Bend durante il suo episcopato a causa di accuse di abusi sessuali. Il 18 settembre 2018, Rhoades ha mantenuto questa promessa e ha pubblicato i nomi di 18 sacerdoti e diaconi che in precedenza avevano prestato servizio in diocesi e che erano stati accusati in modo credibile di abusi sessuali su minori.
Nel febbraio del 2012 e nel dicembre del 2019 ha compiuto la visita ad limina.
In seno alla Conferenza dei vescovi cattolici degli Stati Uniti è presidente del comitato per la dottrina; membro del comitato amministrativo e membro del comitato per la libertà religiosa. In precedenza è stato presidente del comitato per i laici, il matrimonio, la vita familiare e la gioventù; presidente della task force sull'assistenza sanitaria; consulente del comitato per le attività per la vita; membro del sottocomitato per il catechismo; membro del comitato per la dottrina; membro del comitato amministrativo; consulente del comitato ad hoc sulla libertà religiosa e moderatore dell'ufficio nazionale cattolico per i non udenti.
È anche membro del consiglio di amministrazione di Catholic Relief Services; presidente del consiglio di amministrazione di Our Sunday Visitor; vicepresidente del consiglio di amministrazione del seminario "Mount Saint Mary's"; membro del consiglio di fondazione dell'Università di Ave Maria; membro del consiglio di fondazione della basilica del santuario nazionale dell'Immacolata Concezione; membro del consiglio consultivo episcopale dell'Istituto di teologia del corpo; membro del consiglio dei vescovi dell'Istituto per la formazione sacerdotale; membro del consiglio consultivo della Conferenza nazionale dei direttori vocazionali diocesani; membro del consiglio consultivo dell'Istituto agostiniano; membro del consiglio consultivo episcopale del Catholic Leadership Institute e moderatore episcopale della Società degli scienziati cattolici.
Oltre all'inglese, parla lo spagnolo.

## Genealogia episcopale
La genealogia episcopale è:
- Cardinale Scipione Rebiba
- Cardinale Giulio Antonio Santorio
- Cardinale Girolamo Bernerio, O.P.
- Arcivescovo Galeazzo Sanvitale
- Cardinale Ludovico Ludovisi
- Cardinale Luigi Caetani
- Cardinale Ulderico Carpegna
- Cardinale Paluzzo Paluzzi Altieri degli Albertoni
- Papa Benedetto XIII
- Papa Benedetto XIV
- Papa Clemente XIII
- Cardinale Enrico Benedetto Stuart
- Papa Leone XII
- Cardinale Chiarissimo Falconieri Mellini
- Cardinale Camillo Di Pietro
- Cardinale Mieczysław Halka Ledóchowski
- Cardinale Jan Maurycy Paweł Puzyna de Kosielsko
- Arcivescovo Józef Bilczewski
- Arcivescovo Bolesław Twardowski
- Arcivescovo Eugeniusz Baziak
- Papa Giovanni Paolo II
- Cardinale Justin Francis Rigali
- Vescovo Kevin Carl Rhoades

## Araldica
| Stemma | Titolare                                            | Descrizione |
|        | Kevin Carl Rhoades Vescovo di Fort Wayne-South Bend | Semitroncato partito: al primo ritroncato merlato abbassato: al I di rosso alla mezzaluna montante d'argento, al II del secondo a tre croci trifogliate del primo, ordinate in fascia; al secondo trinciato ondato cucito: al I di rosso, al volto d'angelo nimbato avvolto da sei ali d'oro; al II d'azzurro al giglio d'argento; al terzo troncato increspato: al I di rosso al bisante d'argento, raggiante di otto raggi ondeggianti d'oro, caricato delle lettere IHC dello stesso; al II d'argento a tre rose di rosso, Ornamenti esterni da vescovo. Motto: "Veritatem in caritate". |